# Carlos Bas Peired
Carlos Bas Peired (Barcelona, 3 de agosto de 1922 – Barcelona, 6 de marzo de 2020) fue un científico y  biólogo marino, oceanógrafo y ecólogo marino español, considerado uno de los creadores de la Biología Pesquera en España y promotor de diferentes investigaciones sobre la pesca en la costa atlántica de África.  
Doctor honoris causa en Ciencias naturales y profesor visitante de la Facultad de Ciencias del Mar de la Universidad de Las Palmas de Gran Canaria (ULPGC). 

## Biografía
Nacido en Barcelona el 3 de agosto de 1922 cursó Ciencias Naturales en la Universidad de Barcelona, se licenció en 1946. Inició sus investigaciones en el campo de la botánica; ingresando en 1949 en la sección de Biología Marina del Laboratorio de Biología Aplicada del Consejo Superior de Investigaciones Científicas (CSIC). Entre 1949 y 1962 dirigió el Laboratorio de Biología Marina en Blanes donde realizó la investigación sobre la biología de la Scomber scombrus. En 1958 fue nombrado Secretario del Comité de Recursos Marinos del Consejo Internacional para la exploración del Mar de la FAO.
Fue doctor en Ciencias Naturales por la Universidad de Madrid en 1953. Hasta 1973 fue el responsable del Departamento de Recursos Marinos de Barcelona y entre 1979 y 1983 del Centro Nacional de Investigaciones Pesqueras, donde participó en el diseño de los primeros buques oceanográficos construidos en España, el Cornide de Saavedra construido en 1972 y buque insignia del Instituto Español Oceanográfico, y el García del Cid botado el 9 de abril de 1980 en Barcelona.
Entre los años 1975 y 1990, realizó estudios científicos sobre las pesquerías del Mar Mediterráneo y del Océano Atlántico del sur africano. Durante ese tiempo, fue director del Instituto de Ciencias del Mar (ICM), presidente en 1977 del Comité Científico Asesor del Consejo Internacional de las Pesquerías del Atlántico Sureste (ICSEAF), director del Instituto de Ciencias del Mar de Barcelona entre otros cargos en el ámbito de las pesquerías.  Formó un grupo de investigación en ecología pesquera dependiente de la facultad de Ciencias del Mar de la Universidad de las Palmas de Gran Canaria (ULPGC). Finalizados sus trabajos en la universidad canaria, regresó al Instituto de Ciencias del Mar de Barcelona donde continuó con trabajos de investigación.
En 1999, donó toda su producción científica y biblioteca particular a la Biblioteca de Ciencias Básicas de la Facultad de Ciencias del Mar de la ULPGC, que pasó a llamarse Biblioteca Carlos Bas, en agradecimiento. Además, fue uno de los primeros investigadores en la ULPGC que publicó en acceso abierto toda su producción investigadora no sujeta a cesión de derechos a terceros.[cita requerida]
A lo largo de cincuenta años publicó diferentes obras y estudios entre los que destacan las investigaciones en el Banco sahariano a bordo del buque oceanográfico Cornide de Saavedra, o las investigaciones científicas en el Atlántico sur de Angola, Namibia y Sudáfrica. También ha contribuido a la formación de jóvenes investigadores desde el departamento de Recursos Marinos Renovables del Instituto de Ciencias del Mar y en el Departamento de Biología de la ULPGC.[cita requerida]
Entre sus cargos y distinciones, cabe destacar que fue investigador del Consejo Superior de Investigaciones Científicas (CSIC), miembro del Instituto de Estudios Catalanes y de la Real Academia de Ciencias y Artes de Barcelona. Fue asesor principal del Centro de Tecnología Pesquera de Taliarte en Gran Canaria, presidente del Centro Nacional de Investigaciones Pesqueras, director del Instituto de Investigaciones Pesqueras y doctor honoris causa por la Universidad de Las Palmas de Gran Canaria (ULPGC).
Falleció el 6 de marzo de 2020 a los noventa y siete años.

## Publicaciones (selección)
- 1967 – Campaña en la pesquería sudafricana. Las Palmas de Gran Canaria: Facultad de Ciencias del Mar.[10]
- 1972 – Informe de la reunión del grupo de trabajo para la evaluación de recursos en las pesquerías del Atlántico centro oriental (CECAF).[11]
- 1973 – Informe sobre la 61ª reunión del Consejo Internacional para la exploración del mar (CIEM).[11]
- 1980 – La investigació biològica marina a Catalunya.[12]
- 2009 – On the dynamics of Sardina pilchardus: orbits of stability and environmental forcing.[12]
- 2009 – Informe personal del Dr. Carlos Bas, profesor de investigación del Instituto de Investigaciones Pesqueras, en relación con el desarrollo y puesta a punto de la labor investigadora del Centro de Tecnología Pesquera de Las Palmas de Gran Canaria.[13]

## Obra
- 1971 – La vida maravillosa de los animales. Encanto y emociones de una de las más sorprendentes facetas de la creación. (Junto a Antonio Jonch Cuspinera) Instituto Gallach de Librería y Ediciones.
- 1980 – La pesca a Catalunya. (Junto a Raimon Camprubí i Sala) Destino. ISBN 84-233-1089-2.
- 2002 – El Mar Mediterráneo: recursos vivos y explotación. Ariel. ISBN 84-344-8041-7.
- 2008 – La Pesca a la Mediterrània: una reflexió. Universitat de Girona, Càtedra d'Estudis Marítims.

## Cargos y distinciones
- 1953 – Investigador del Consejo Superior de Investigaciones Científicas (CSIC)
- 1988 – Miembro del Institut d´Estudis Catalans.
- 1990 – Miembro de la Reial Acadèmia de Ciències i Arts de Barcelona.
- 1978 – Asesor principal del Centro de Teología Pesquera de Taliarte en Gran Canaria.
- 1980 – Presidente del Centro Nacional de Investigaciones Pesqueras.
- 1983 – Director del Instituto de Investigaciones Pesqueras.
- 2005 – Doctor honoris causa por la Universidad de Las Palmas de Gran Canaria (ULPGC).